# Lillooet
Lillooet är en ort i Kanada.   Den ligger i provinsen British Columbia, i den sydvästra delen av landet, 3 400 km väster om huvudstaden Ottawa. Lillooet ligger 276 meter över havet och antalet invånare är 2 324.
Terrängen runt Lillooet är huvudsakligen bergig, men den allra närmaste omgivningen är kuperad. Lillooet ligger nere i en dal. Trakten runt Lillooet är nära nog obefolkad, med mindre än två invånare per kvadratkilometer.. Det finns inga andra samhällen i närheten.
I omgivningarna runt Lillooet växer i huvudsak barrskog.